# Ситард
Ситард (на нидерландски: Zitterd) е град в Нидерландия. Разположен е в най-южната провинция Лимбург.
Градът е част от община Ситард-Гелин и има почти 37 500 жители през 2016 година. На изток Ситард граничи с германската община Самокант.
Центърът на града е разположен на 45 м надморска височина. Има и стадион, на който играе местният футболен отбор ФК „Фортуна“.